# Ermita del Pilar
La Mare de Déu del Pilar o ermita del Pilar és la capella del cementiri de la vila de Benissanet (Ribera d'Ebre) catalogada a l'Inventari del Patrimoni Arquitectònic de Catalunya. És als afores del nucli urbà de la població de Benissanet, a la banda de tramuntana del terme, al final del carrer del Calvari. Segons el sr. Baldé aquesta capella ja existia abans que el cementiri. Les primeres tombes que s'hi van construir daten de la segona meitat del segle xix i l'ermita sembla anterior. A l'interior hi havia el retaule de Santa Bàrbara, que s'ha traslladat a l'església parroquial de la vila per motius de seguretat.
Temple d'una sola nau amb la capçalera carrada no marcada en planta i dues capelles laterals entre contraforts. La nau està coberta per una volta de canó decorada amb llunetes i separada en quatre tramades per arcs torals, sostinguts per una cornisa motllurada que recorre els murs laterals de la nau i el presbiteri. Aquest està cobert per una volta d'aresta i es correspon amb l'última tramada de la volta de canó. Des del nivell de la cornisa, unes pilastres adossades als murs recullen els arcs torals d'aquesta volta. Les capelles laterals estan cobertes per voltes de canó amb llunetes i s'obren a la nau mitjançant dos arcs de mig punt amb les impostes motllurades. Als peus hi ha el cor, sostingut per una volta rebaixada amb llunetes. La il·luminació es fa mitjançant finestres rectangulars obertes a l'interior de les llunetes. La façana principal presenta un gran portal de mig punt adovellat, amb els brancals bastits amb carreus ben desbastats. Al seu damunt hi ha un rosetó i està emmarcada per dues altes pilastres, rematades per un triple ràfec i teuladeta. En el coronament hi ha un campanar d'espadanya decorat d'un sol ull, amb una campana i cobert per una coberta ondulada de rajols. Als murs laterals s'observen els contraforts, rematats per teuladetes d'un sol vessant.
La façana principal està arrebossada i emblanquinada, mentre que els murs laterals deixen el parament de pedra vist. Exteriorment s'observa que les finestres estan bastides amb maons. Adossats als murs laterals hi ha diversos nínxols i tombes que formen part del cementiri.